# 德博拉·杰利西奥
德博拉·杰利西奥（義大利語：Deborah Gelisio，1976年2月26日—），意大利女子射击运动员。她曾代表意大利参加1996年、2000年和2008年夏季奥林匹克运动会射击比赛，其中2000年奥运会获得一枚银牌。